# فاطمتا امبای

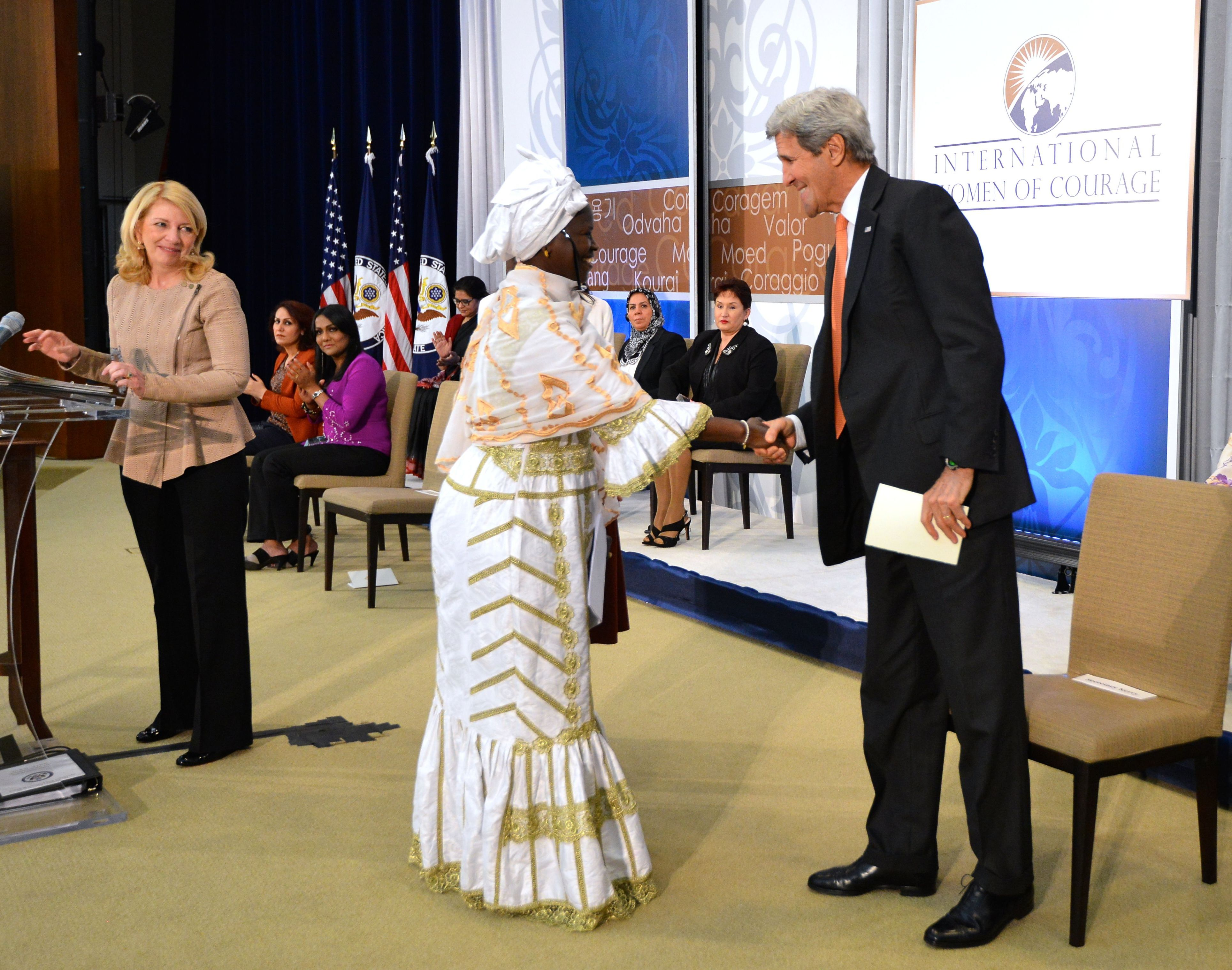
اهداء جایزه به فاطمه امبای توسط وزیر امور خارجه ایالات متحده

فاطمتا امبای (انگلیسی: Fatimata M'Baye؛ زادهٔ ۱۹۵۷) وکیل اهل موریتانی است.
توجه بین‌المللی زمانی به او معطوف شد که در یک مستند بی‌بی‌سی در رابطه با تجاوز جنسی زنان شرکت و صحبت کرد.
در سال ۲۰۱۳، او با کمیسیون تحقیقاتی سازمان ملل متحد در جمهوری آفریقای مرکزی با برنارد مونا و فیلیپ آلستون همکاری کرد. این کمیته در یک فضای خصمانه و خشونت‌آمیز و با محدودیت مواجه شد اما در سال ۲۰۱۵ گزارشی نهایی به شورای امنیت سازمان ملل متحد تحویل داد که همه احزاب مخالف در جنگ داخلی ۲۰۱۲ آن را به عنوان جنایت علیه بشریت محکوم کردند. وی همچنین برندهٔ جوایزی همچون جایزه بین‌المللی زنان شجاع شده‌است.